# Piotr Lachowicz
Piotr Michał Lachowicz (ur. 29 września 1967 w Nowym Sączu) – polski samorządowiec, polityk i ekonomista, poseł na Sejm X kadencji (od 2023).

## Życiorys
Uzyskał magisterium na Wydziale Ekonomiki Produkcji Akademii Ekonomicznej w Krakowie (1991). Ukończył studia podyplomowe z zarządzania w jednostkach samorządu terytorialnego na Politechnice Krakowskiej oraz studia doktoranckie na Wydziale Zarządzania Uniwersytetu Ekonomicznego w Krakowie. Był udziałowcem w spółce prawa handlowego oraz urzędnikiem miejskim w Nowym Sączu, pełnił funkcje dyrektora Wydziału Transportu i Komunikacji oraz pełnomocnika do spraw ochrony informacji niejawnych. Od 2003 do 2006 był sekretarzem miasta Nowy Sącz. W latach 2007–2019 zajmował stanowisko sekretarza gminy Podegrodzie. W 2019 powrócił na funkcję sekretarza miasta w nowosądeckim magistracie.
Związany z Platformą Obywatelską. W latach 2006–2018 przez trzy kadencje sprawował mandat radnego miejskiego w Nowym Sączu. W wyborach w 2006 i 2010 bez powodzenia kandydował także na urząd prezydenta miasta. Od 2006 do 2007 był przewodniczącym rady miejskiej. W 2018 z listy Koalicji Obywatelskiej uzyskał mandat radnego Sejmiku Województwa Małopolskiego.
W wyborach parlamentarnych w 2023 wystartował z drugiego miejsca listy KO w okręgu nowosądeckim. Został wybrany do Sejmu X kadencji, zdobywając 12 918 głosów (co stanowiło 3,02% oddanych głosów w okręgu); przystąpił formalnie do PO.